# Joan Romeu i Figueras
Joan Romeu i Figueras (Òdena (Anoia)- 1925) és un promotor cultural i polític català.

## Biografia
Fill de Rosa Figueras i Mestres i Bonaventura Romeu i Mussons (nascut el 1891), dedicat a l'adobament de pells i membre del Partit Republicà Radical i del Centre Republicà d'Igualada. El seu germà Josep Romeu i Figueras (1917-2004) fou poeta, crític literari i investigador de la literatura i el Teatre medieval català promotor cultural a la seva ciutat i professor de lletres a la Universitat Autònoma de Barcelona (1969-1984). Joan Romeu ha actuat professionalment com a agent comercial de productes de pell i ha desenvolupat una important activitat en el terreny associatiu, en defensa de la llengua i cultura catalanes, així com políticament, com a militant d'Esquerra Republicana de Catalunya.

## Fons personal
El seu fons personal es conserva a l'Arxiu Nacional de Catalunya. El fons aplega la documentació produïda i rebuda per Joan Romeu i Figueras en el curs de les seves activitats professionals i associatives, així com l'activitat familiar, en la qual destaca la relativa a l'activitat política i als negocis d'adobament de pell del seu pare Bonaventura Romeu i Mussons, i, en especial, a l'obra literària del seu germà Josep Romeu i Figueras, dins la qual destaca el dietari personal dels anys 1937-1940. El fons aplega documentació relativa a l'activitat professional de Joan Romeu com a agent comercial, les seves aficions esportives i musicals, la correspondència i l'activitat associativa en l'àmbit cultural. Inclou algunes monografies i publicacions periòdiques de tema literari i polític.